# Общество Махабодхи
Общество Махабодхи (англ. Mahabodhi Society) — международная организация буддистов, созданная в конце XIX века шри-ланкийским религиозным деятелем Анагарикой Дхармапалой (1864—1933). Оно было учреждено, чтобы взять под контроль буддийские святыни Индии — в первую очередь, храм Махабодхи в Бодхгайе, святилища в Сарнатхе и Кушинагаре — с целью их восстановления и обеспечения беспрепятственного паломничества буддистов. С его помощью были восстановлены храм Махабодхи (конец 19 в.), Мулагхандакути Вихара (1922 г.), храм Махапаринирваны.
Общество занимается популяризацией буддизма, переводами текстов Трипитаки Тхеравады на современные индийские языки, содержит гостиницы для паломников. Штаб-квартира общества располагется в Калькутте, оно имеет офисы в Бодхгайе, в Сарнатхе и Кушинагаре.

## Основание общества

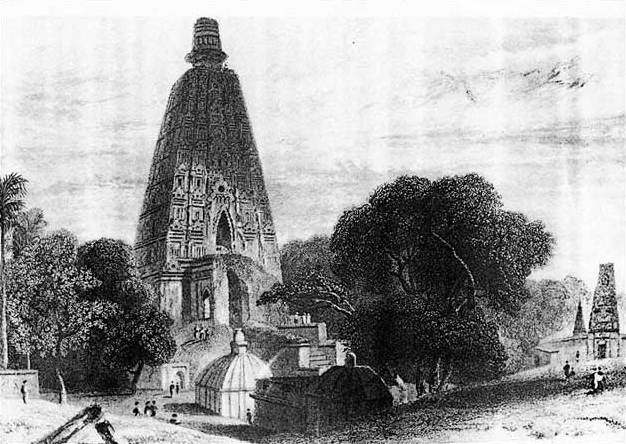
Храм Махабодхи в 1780-х годах

Храм Махабодхи, расположенный там, где Будда обрёл просветление, был восстановлен в конце XIX века, и к нему стали стекаться потоки паломников.  Анагарика  Дхармапала обеспокоился состоянием храма, увидев, что его взяли под опеку индуисты, преобразовав изображение Будды в индуистское, и ограничивая буддийские священнослужения. Он приступил к активной деятельности, пытаясь по возможности воссоздать обстановку, которая была здесь до упадка буддизма, вызванного исламским завоеванием Индии.
Общество Махабодхи было создано им в 1891 г. в Коломбо, но уже в 1892 г. перемещено в Калькутту. Его первой целью была реставрация храма Махабодхи, наиболее значимой для буддистов святыни в четырёх священных городах. Для этого Дхармапала решил подать в суд против браминов, контролирующих храмовую территорию. Ему удалось достигнуть частичных успехов только к 1949 году, и общество  смогло провести частичную реставрацию.

### ХрамМахабодхи
После восхождения индуистской  династии Сена, а затем захвата Магадхи мусульманами, буддизм в Индии был практически искоренен .  В этот период храм Махабодхи пришел в запустение и в конце концов был оставлен. В XVI веке в окрестностях Бодх-Гаи был основан индуистский ашрам, настоятели которого претендовали на храм и прилегающие к нему земли.
В 1880-х гг. английскими властями приступили к восстановлению храма Махабодхи, а с 1891 г. Анагарика Дхармапала начал бороться за возврат храма буддистам. Только в 1949 г. дела храма приняло правительство штата Бихар, учредившее комитет по управлению храмом. В комитет входят девять человек, большинство из которых являются индуистами. Первым буддистом на посту управляющего храма стал бенгалец Анагарика Муниндра, активист общества Махабодхи.

### Сарнатх
В 1931 году в Сарнатхе была воздвигнута Мулагхандакути-вихара на древней буддийской территории.

### Кушинагар
Благодаря деятельности общества, храм паринирваны Гаутамы Будды снова стал местом поклонения буддистов, как оно и было много столетий тому назад

## Руководство
В сентябре 2008 года общество приняло решение, что президентом и вице-президентом должны быть только выходцы из буддийских семей. Предыдущий президент Б. К. Моди  был индуистом, ему отвели роль покровителя общества. На том же собрании титул главного покровителя был присвоен Далай-ламе.